# Trouser Press

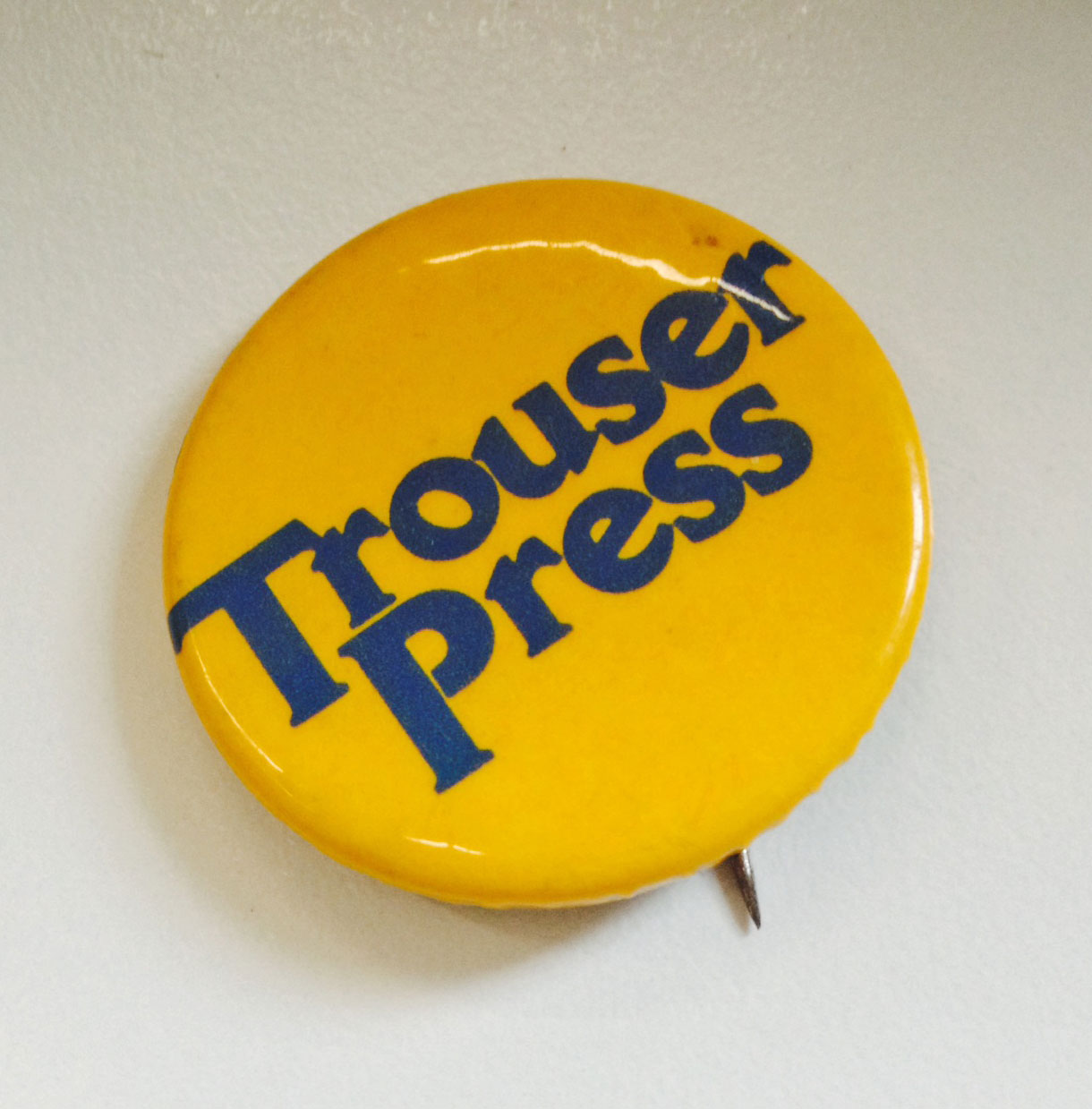
Trouser Press (odznak)

Trouser Press byl časopis věnující se rockové hudbě. Vznikl roku 1974 v New Yorku jako mimeografový fanzin. Zakladatelem byli editor a vydavatel Ira Robbins a dále Dave Schulps a Karen Rose. Původně se magazín zaměřoval na britské kapely a hudebníky. První čísla obsahovala rozhovory s hudebníky, jako byli Brian Eno a Robert Fripp, stejně jako velké množství recenzí alb. Původní název magazínu zněl Trans-Oceanic Trouser Press, švšak po čtrnácti číslech byl zkrácen na Trouser Press. Do dubna 1984, kdy časopis zanikl, vyšlo celkem 96 čísel.